# Fly Georgia
The World Awaits You

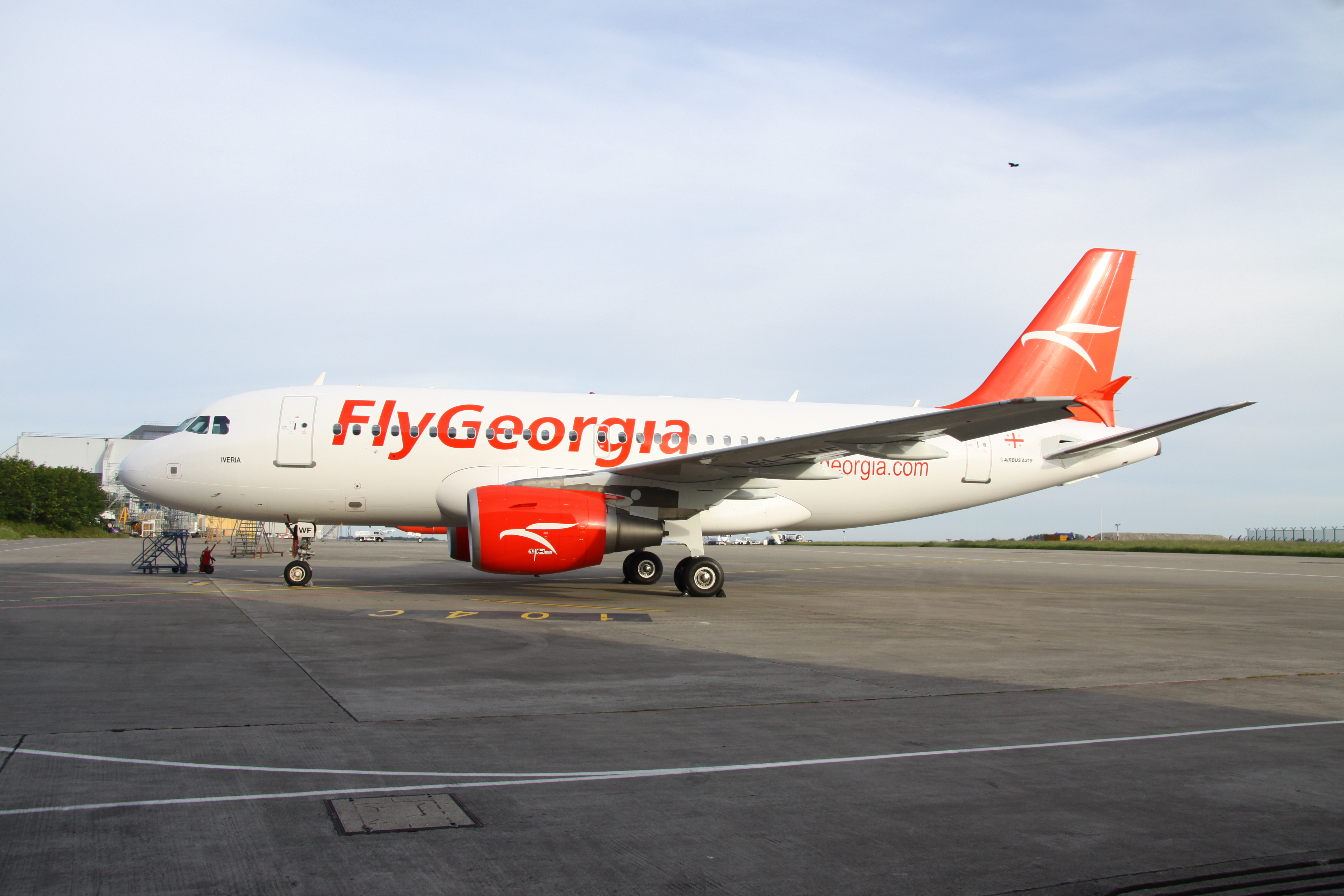
Un A319 sur l'aéroport de Tbilissi (2012)

Fly Georgia est une compagnie aérienne géorgienne privée.

## Histoire
Fondée en 2011, FlyGeorgia effectue son premier vol en août 2012, entre sa base à l’Aéroport international de Tbilissi et Batoumi, avec un Airbus A319 pris en leasing. Elle opère ensuite des vols durant quelques semaines vers Antalya ou Téhéran, avant de desservir Amsterdam en octobre, et de lancer des vols charter vers Hurghada et Charm el-Cheikh. 
FlyGeorgia commande deux Airbus A320 supplémentaires début novembre, pris en leasing auprès de la société Aercap. Une route vers Dubaï est lancée le 3 janvier 2013, puis trois autres vers Irbil en Irak en février et  Kiev et Düsseldorf en avril – cette dernière destination remplaçant Amsterdam dans le programme de vol. La desserte vers Bruxelles doit voir le jour début juin, et des vols vers Le Caire sont également annoncés. La compagnie a arrêté ses vols à la suite de son licenciement.

## Flotte
Mi avril 2013, la flotte est composée des avions suivants :
- 2 A319
- 1 A320-200

## Destinations
La compagnie dessert en avril 2013 une dizaine de destinations: